# Deportes Melipilla
Club de Deportes Melipilla – chilijski klub piłkarski z siedzibą w mieście Melipilla leżącym w regionie Metropolitalnym.

## Historia
Klub założony został 1 lipca 1963 roku pod nazwą Club de Deportes Soínca Bata. Obecną nazwę Club de Deportes Melipilla klub otrzymał 24 stycznia 1992 roku. W sezonie 2007 Deportes Melipilla jest beniaminkiem pierwszej ligi (Primera División de Chile).

## Osiągnięcia
- Mistrz drugiej ligi chilijskiej (Primera B): 2004, 2006
- Mistrz trzeciej ligi chilijskiej (Tercera división chilena): 1988 (pod nazwą Soínca Bata)